# Сорок шостий кілометр (лісосклад)
Сорок шостий кілометр (рос. Сорок шестой километр (лесосклад)) — селище у Волосовському районі Ленінградської області Російської Федерації.
Населення становить 5 осіб. Належить до муніципального утворення Рабитицьке сільське поселення.

## Історія
Від 1 серпня 1927 року належить до Ленінградської області.